# 黄火烧兰
黄火烧兰（学名：Epipactis flava）是兰科火烧兰属的一种兰花，分布于泰国、缅甸、老挝、越南以及中国云南地区。

## 特征描述
黄火烧兰为地生草本植物，旱季时枯萎，高20-70厘米，茎直立，具茎生叶5-8枚。叶片为卵状披针形，先端渐尖，基部抱茎，纸质，两面近无毛，向茎上部叶渐小，逐渐过渡为花苞片。
总状花序具9-12朵花，花序轴被柔毛；花苞片叶状，卵状披针形，绿色；花梗和子房密被白色柔毛；花黄绿色带褐红色，中萼片较侧萼片小，披针形，背面密被柔毛，先端急尖；侧萼片斜卵状披针形，背面密被柔毛，中脉显著，先端急尖；花瓣卵形，背面密被柔毛，中脉显著，先端急尖；唇瓣近褐红色，无毛，上唇椭圆形，两边边缘具凸起的脊，内部中间具紫红色的点状胼胝体，下唇近三角形，侧裂片直立。花期为3月。